# ادنا (کالیفرنیا)
ادنا (به انگلیسی: Edna) یک منطقهٔ مسکونی در ایالات متحده آمریکا است که در شهرستان سن لوییز اوبیسپو، کالیفرنیا واقع شده‌است. ادنا ۳٫۱۵۸ کیلومتر مربع مساحت و ۱۹۳ نفر جمعیت دارد و ۸۱٫۰۸ متر بالاتر از سطح دریا واقع شده‌است.